# فانوس‌ماهی مرواریدی
فانوس‌ماهی مرواریدی (نام علمی: Myctophum nitidulum) نام یک گونه از تیره فانوس‌ماهی است.